# Janson (Metro de Charleroi)
La estación de Janson es una estación de la red de Metro de Charleroi, operada por las líneas    y .
Pertenece al bucle central de la red.

## Presentación
Con un andén central, las paredes de la estación están recubiertas de retratos de personajes de series aparecidas en el semanal Le Journal de Spirou.

## Accesos
- Rue Spinois

## Conexiones
| Línea | Procedencia           | Parada                  | Destino               |
| ----- | --------------------- | ----------------------- | --------------------- |
| 154   | CHARLEROI Beaux-Arts  | CHARLEROI Hôpital Civil | CHÂTELINEAU SNCB      |
| 158   | CHÂTELINEAU SNCB      | CHARLEROI Hôpital Civil | CHARLEROI Beaux-Arts  |
| CITY  | CHARLEROI Ville Haute | CHARLEROI Hôpitaux      | CHARLEROI Ville Basse |